# 麥卡蒂斯村 (新墨西哥州)
麥卡蒂斯村（英語：McCartys Village）是位於美國新墨西哥州錫沃拉縣的普查規定居民點。

## 人口
根據2020年美國人口普查的數據，麥卡蒂斯村的面積為8.31平方千米，皆為陸地。當地共有人口360人，而人口密度為每平方千米43.32人。